# دائرة بيروت الثانية (1960)
دائرة بيروت الثانية هي إحدى الدوائر الانتخابية في لبنان. غطت ثلاثة أحياء من العاصمة؛ دار المريسة وزقاق البلاط والباشورة. وصف مايكل هدسون بيروت الثانية بأنها "منطقة صغيرة تضم كل شيء". استخدمت هذه الدائرة في انتخابات الأعوام 1960، 1964، 1968 و1972.

## قانون الانتخابات 1960
|      | سني          | الشيعة           | الأقليات   |
| ---- | ------------ | ---------------- | ---------- |
| 1960 | عدنان الحكيم | محسن سليم        | فريد جبران |
| 1964 | سامي الصلح   | رشيد بيضون       | فريد جبران |
| 1968 | عدنان الحكيم | عبد المجيد الزين | فريد جبران |
| 1972 | رشيد الصلح   | محمد بيضون       | فريد جبران |

أنشئت الدائرة بموجب قانون الانتخابات لعام 1960. في الانتخابات النيابية عام 1957، قسمت بيروت إلى دائرتين انتخابيتين، وكانت دار المريسة وزقاق البلاط والباشورة جزءًا من نفس الدائرة الانتخابية مثل ميناء الحصن والميناء ورأس بيروت والمدور. كانت مسألة ترسيم حدود دوائر بيروت محل نزاع، ولكن توصل إلى اتفاق بين الزعماء المسيحيين والمسلمين في 23 فبراير 1960، حيث اتفقا على تخصيص مقعدين للمسلمين ومقعد ماروني واحد لبيروت الثانية. صدر قانون الانتخابات في نيسان/أبريل 1960، بثلاثة مقاعد لبيروت الثانية (1 سني، 1 شيعي، 1 أقليات).

## التركيبة السكانية
وصفت بيروت الثانية بأنها نوع من "المنطقة العازلة" بين بيروت الغربية المسلمة وبيروت الشرقية المسيحية. اعتبارًا من عام 1960، قُدر أن بيروت الثانية كان بها 18.740 ناخبًا من المسلمين السنة، 10.153 مسلمًا شيعيًا، 3.103 موارنة، 1.153 أرثوذكس يونانيين، 1.168 يوناني كاثوليكي، 3.736 أرمن أرثوذكسي، 2.435 أقليات، 952 أرمن كاثوليك، 731 بروتستانتي و863 درزي.

## انتخابات 1960
في الانتخابات البرلمانية عام 1960 فازت قائمة المتطرفين بقيادة عدنان الحكيم بالمقاعد الثلاثة، متغلبة على زعماء بارزين مثل رشيد بيضون وموسى دي فريج [الإنجليزية] وتقي الدين الصلح. وفاز زعيم حزب النجادة الحكيم بالمقعد السني، وفاز الليبرالي البارز محسن سليم بمقعد الشيعة، وفاز فريد جبران ( كاثوليكي لاتيني ينتمي إلى الحزب التقدمي الاشتراكي) بمقعد الأقليات. ويعتقد أن تقدم الكتائب في جبل لبنان دفع الناخبين المسلمين في بيروت الثانية إلى دعم الحكيم بينما امتنع معظم الناخبين المسيحيين عن التصويت. علاوة على ذلك، يُعتقد أن الحكيم حصل على دعم من الأرمن اليساريين المتعاطفين مع حزب الهنتشاك.

## انتخابات 1964 و1968
في الانتخابات البرلمانية عام 1964، خرج سامي الصلح منتصراً، ربما بدعم من الناخبين المسيحيين. وتغلب الصلح على الحكيم بفارق 75 صوتا فقط. وفاز رشيد بيضون بالمقعد الشيعي. واحتفظ جبران بمقعد الأقليات. وفي الانتخابات العامة اللبنانية عام 1968 في بيروت الثانية فازت قائمة الحكيم وجبران وعبد المجيد الزين (شيعي) بالمقاعد الثلاثة وتغلبت على ترشيحي سامي وتقي الدين الصلح.

## انتخابات 1972
في الانتخابات النيابية عام 1972، وهي آخر انتخابات أجريت قبل اندلاع الحرب الأهلية اللبنانية، فازت قائمة رشيد الصلح (المتحالف مع الحركة الوطنية اللبنانية) وجبران بأغلبية ساحقة في بيروت الثانية. وفقد الحكيم مقعده. إلا أنه انتخب المرشح الشيعي في قائمة الحاكم محمد يوسف بيضون.
بعد الحرب الأهلية، استخدمت مجموعة جديدة من الدوائر الانتخابية قبل الانتخابات العامة لعام 1992، مما أدى إلى إلغاء دوائر قانون الانتخابات لعام 1960.